# رود باتشيكو
رود باتشيكو (بالإنجليزية: Rod Pacheco)‏ هو سياسي أمريكي، ولد في 7 مايو 1958 بلوس أنجلوس في الولايات المتحدة. حزبياً، نشط في الحزب الجمهوري. وقد انتخب عضو جمعية ولاية كاليفورنيا.